# زمان بلژیک
زمان بلژیک زمان رسمی کشور بلژیک است. در بلژیک زمان استاندارد بر اساس زمان زمان اروپای مرکزی (یو تی سی ۰۱:۰۰+) است. بلژیک از واپسین یکشنبه ماه مارس (۰۲:۰۰ CET) تا واپسین روز یکشنبه اکتبر (۰۳:۰۰ CEST) از زمان تابستان (مطابق با فصل تابستان) پیروی می‌کند. تاریخ‌های انتقال زمان بلژیک همانند سایر کشورهای اروپایی است.

## مبنای حقوقی
مبنای قانونی فعلی برای زمان استاندارد در بلژیک قانون ۱۱ ژوئن ۲۰۱۸ با عنوان معرفی زمان جهانی هماهنگ (UTC) به عنوان مبنای زمان قانونی در بلژیک است ( روزنامه رسمی بلژیک، ۱۰ سپتامبر ۲۰۱۸). در ماده ۲ این قانون بیان شده است که زمان قانونی جهانی +۶۰ دقیقه در هنگام زمستان و +۱۲۰ دقیقه در زمان تابستان است. قانون نو قانون پیشین ۲۹ آوریل ۱۸۹۲ را که زمان وحدت در بلژیک و قانون ۷ فوریه ۱۹۲۰ اصلاح‌کننده آن بود لغو می‌کند.